# Кирилл (Сикис)
Митрополи́т Кири́лл (греч. Μητροπολίτης Κύριλλος, в миру Иоа́ннис Сики́с, греч. Ιωάννης Συκής; род. 11 ноября 1963; Ламбу Мили, Лесбос, Греция) — иерарх Константинопольской православной церкви, митрополит Имврский и Тенедский, ипертим и экзарх Эгейского моря (с 2020).

## Биография
Его семья была родом из малоазийского Айвалыка и перебралась на Лесбос до Малоазийской катастрофы 1922 года, заботами деда который позаботился об их отъезде чтобы опередить события сразу после того как он вернулся раненным с фронта. Сам Иоаннис родился в Лампу Милус в семье Григориоса и Катерины Сикисов, живших там со дня своей свадьбы. Крое него в семье ещё были старший брат Стратос и младшая сестра Панайота.
Там он прожил свои детские годы, ходил в начальную школу до возраста 11,5 лет, когда его школа закрылась и ученики были вынуждены идти в Керамиа пешком. Окончив начальную школу и сдав экзамены поступил в Гимназию столицы острова, Митилини.
Финансовое положение семьи было тяжёлым. Отец отказался от должности сельского констебля, когда его попросили донести на кого то, но совесть не позволила ему делать подобное. С этого момента семья начала заниматься выращиванием овец. Поскольку старший брат уже был в последних классах гимназии-лицея, у семьи не было финсовых возможностей для продолжения учёбы Иоанниса. Было принято решение что Яннис останется в селе при стаде, однако решение было отменено, когда вмешался митрополит Митиленский Иаков (Клеомвроту), который, убедившись что ребёнок хочет стать священником, обещал ему что отправит его в одно из церковных училищ. По его словам: «Это был первый раз когда я уезжал из своего села. Даже до Митилини маленьким я не дошёл, только до окрестных сёл и до Айасоса, куда мы в праздники отправлялись посетить родственников».
Поступил в Ризарийскую богословскую школу в Афинах и был избран её директоратом для получения стипендии. Училище тогда было семилетним: три года гимназии, три года лицея и на седьмой год — уроки богословия. Распорядок был «армейским»: училище представляло собой интернат, ученики выходили из него раз в месяц, в воскресенье после службы, до 7 вечера, при условии что их забирали и возвращали их конкретные покровители.
После первых трёх лет, остальная семья была вынуждена переехать в Афины, поскольку финансовые проблемы стали ещё более сложными. Ионнис был вынужден прервать учёбу в училище, и работал помощником на текстильной фабрике в Новой Ионии, пригороде Афин, основанном беженцами из Малой Азии.
Но под давлением митрополита Митилинского и своих преподавателей в следующем году сдав экзамены поступил в лицей, но покидал училище регулярно, поскольку продолжал работать. Несмотря на то что первые годы в Афинах были трудными, вспоминает годы в гимназии и лицее как лучшие годы своей жизни.
Вместе с некоторыми учениками принял участие в студенческих волнениях, инициированных учащимися Афинского Политехнического университета, требовавших отставки «Чёрных полковников».
Окончив училище, поступил на богословский факультет Афинского университета. После экзаменов он с группой товарищей посетил Иерусалим. И теперь он был обязан вновь работать параллельно, помогая своему брату который учился в Америке на пилота.
Он принимал участие в забастовках и наладил контакты с людьми анархической ориентации, с которыми он посещал Афон, успокаивая монахов что им не следует опасаться этих людей с серьгами.
С 2000-х годов активно участвовал в процессе преодоления недоверия между турецкими властями и греческим населением Турции после малоазийской катастрофы. В 2015 году впервые за 93 года после малоазиатской катастрофы ему удалось совершить пасхальное богослужение в Измире (Смирне) — в Храме святого Вукола.
29 августа 2016 года Священным Синодом Константинопольского патриархата избран для рукоположения в сан епископа Эрифрского.
25 сентября 2016 года в Храме святого Вукола в Измире патриархом Константинопольским Варфоломеем с сонмом архиереев был рукоположен в сан епископа Эрифрского. Эта хиротония стала первой в этом храме после 1922 года. На хиротонии присутствовали члены правительства Греции, представители большинства партий в греческом парламенте, ассоциации и организации выходцев Малой Азии, греческие дипломаты.
В мае 2019 года назначен новым настоятелем Монастыря Святой Троицы на острове Халки (Хейбелиаде), а также временным управляющим Прусской митрополией. Являясь настоятелем Свято-Троицкого монастыря, становился и ректором недействующей Богословской семинарии, располагавшейся в стенах монастыря. Эти должности до этого занимал митрополит Елпидифор (Ламбриниадис), назначенный архиепископом Американским. 8 июня того же года Патриарха Варфоломей возглавил его интронизацию в качестве игумена (настоятеля) Монастыря Святой Троицы.
9 марта 2020 года назначен митрополитом Имврским и Тенедским, ипертимом и экзархом Эгейского моря. 15 марта 2020 года оствобождён от должности настоятеля монастыря Святой Троицы на острове Халки.